# Copa de Europa de baloncesto 1981-82
La vigésimo quinta edición de la Copa de Europa de Baloncesto fue ganada por el equipo italiano del Squibb Cantù, que lograba su primer título, derrotando en la final al campeón del año anterior, el Maccabi Elite, en una final disputada en Colonia, Alemania.

## Fase de grupos de cuartos de final
Los equipos se dividieron en seis grupos de 4 equipos cada uno, jugando un sistema de todos contra todos, en el que el primero de cada uno se clasificaría para la fase de semifinales.
|  | Los dos primeros acceden a semifinales |

|    | Equipo           | Par. | Pts. | G | P | PF  | PC  |
| -- | ---------------- | ---- | ---- | - | - | --- | --- |
| 1. | Maccabi Elite    | 6    | 12   | 6 | 0 | 632 | 512 |
| 2. | Torpan Pojat     | 6    | 9    | 3 | 3 | 529 | 587 |
| 3. | Steaua București | 6    | 8    | 2 | 4 | 501 | 532 |
| 4. | Saturn Köln      | 6    | 7    | 1 | 5 | 506 | 537 |

|    | Equipo           | Par. | Pts. | G | P | PF  | PC  |
| -- | ---------------- | ---- | ---- | - | - | --- | --- |
| 1. | Squibb Cantù     | 4    | 8    | 4 | 0 | 359 | 306 |
| 2. | UBSC Wien        | 4    | 6    | 2 | 2 | 328 | 337 |
| 3. | Partizani Tirana | 4    | 4    | 0 | 4 | 312 | 356 |
| 4. | Sporting*        | 0    | 0    | 0 | 0 | 0   | 0   |

|    | Equipo          | Par. | Pts. | G | P | PF  | PC  |
| -- | --------------- | ---- | ---- | - | - | --- | --- |
| 1. | Partizan        | 4    | 8    | 4 | 0 | 363 | 328 |
| 2. | Slavia VŠ Praha | 4    | 5    | 1 | 3 | 347 | 348 |
| 3. | Eczacıbaşı      | 4    | 5    | 1 | 3 | 315 | 349 |
| 4. | Al-Zamalek*     | 0    | 0    | 0 | 0 | 0   | 0   |

|    | Equipo            | Par. | Pts. | G | P | PF  | PC  |
| -- | ----------------- | ---- | ---- | - | - | --- | --- |
| 1. | Nashua EBBC       | 6    | 12   | 6 | 0 | 635 | 456 |
| 2. | Sunair Oostende   | 6    | 10   | 4 | 2 | 552 | 502 |
| 3. | Sunderland Saints | 6    | 8    | 2 | 4 | 546 | 523 |
| 4. | Amicale           | 6    | 6    | 0 | 6 | 376 | 628 |

|    | Equipo           | Par. | Pts. | G | P | PF  | PC  |
| -- | ---------------- | ---- | ---- | - | - | --- | --- |
| 1. | FC Barcelona     | 6    | 11   | 5 | 1 | 660 | 544 |
| 2. | ASVEL            | 6    | 11   | 5 | 1 | 559 | 525 |
| 3. | Honvéd           | 6    | 7    | 1 | 5 | 529 | 605 |
| 4. | Murray Edinburgh | 6    | 7    | 1 | 5 | 474 | 548 |

|    | Equipo             | Par. | Pts. | G | P | PF  | PC  |
| -- | ------------------ | ---- | ---- | - | - | --- | --- |
| 1. | Panathinaikos      | 4    | 7    | 3 | 1 | 354 | 333 |
| 2. | CSKA Moscú         | 4    | 7    | 3 | 1 | 362 | 314 |
| 3. | Levski-Spartak     | 4    | 4    | 0 | 4 | 314 | 383 |
| 4. | Al-Ittihad Aleppo* | 0    | 0    | 0 | 0 | 0   | 0   |

## Fase de semifinales
|  | Dos primeros avanzan a la final. |

|    | Equipo        | Par. | Pts. | G | P | PF  | PC  |
| -- | ------------- | ---- | ---- | - | - | --- | --- |
| 1. | Maccabi Elite | 10   | 19   | 9 | 1 | 953 | 907 |
| 2. | Squibb Cantù  | 10   | 17   | 7 | 3 | 939 | 816 |
| 3. | Partizan      | 10   | 16   | 6 | 4 | 954 | 910 |
| 4. | FC Barcelona  | 10   | 15   | 5 | 5 | 968 | 931 |
| 5. | Nashua EBBC   | 10   | 12   | 2 | 8 | 854 | 957 |
| 6. | Panathinaikos | 10   | 11   | 1 | 9 | 831 | 978 |

## Final
| 26 de marzo de 1981 | Squibb Cantù                  | 86–80       | Maccabi Elite                    | |  |
|                     | Parciales: 44-39, 42–41       |             |                                  | |  |
|                     | Estadísticas Bruce Flowers 21 | Reporte Pts | Estadísticas 16 Mickey Berkowitz | Pabellón: Sporthalle, Colonia Asistencia: 8.000 espectadores Árbitros: Yvan Mainini (FRA), Pedro Hernández Cabrera (ESP) |  |

| Campeón de la Copa de Europa 1981–82 |
| ------------------------------------ |
| Squibb Cantù 1.er título             |